# Entre Campos (métro de Lisbonne)
Entre Campos est une station du métro de Lisbonne sur la ligne jaune.